# Pavel Eliáš
Pavel Eliáš (* 26. listopadu 1986 v Praze) je bývalí český fotbalista. Hrál na postu obránce nebo defenzivního záložníka.

## Klubová kariéra
17. května 2013 vyhrál s Jabloncem český fotbalový pohár, finálové utkání Poháru České pošty 2012/13 proti Mladé Boleslavi se rozhodlo až v penaltovém rozstřelu, který skončil poměrem 5:4 pro Jablonec (po konci řádné hrací doby byl stav 2:2).
V létě 2014 Jablonec přestavoval kádr a pro Eliáše nebylo místo. Odešel proto do nově zformované indické ligy Indian Super League, kde byl draftován klubem Delhi Dynamos FC. 19. října 2014 vstřelil krásný gól zpoza vápna do „šibenice“ (horní roh brány) proti týmu Atlético de Kolkata, vyrovnal jím na konečných 1:1.V zimě 2016 se připravuje s Juniorkou SK Slavia Praha.